# Kefenrod
Kefenrod är en kommun och ort i Wetteraukreis i Regierungsbezirk Darmstadt i förbundslandet Hessen i Tyskland. 
De tidigare kommunerna Bindsachsen, Burgbracht och Hitzkirchen uppgick i Kefenrod 31 december 1971 följt av Helfersdorf 1 augusti 1972.